# Карбонаты

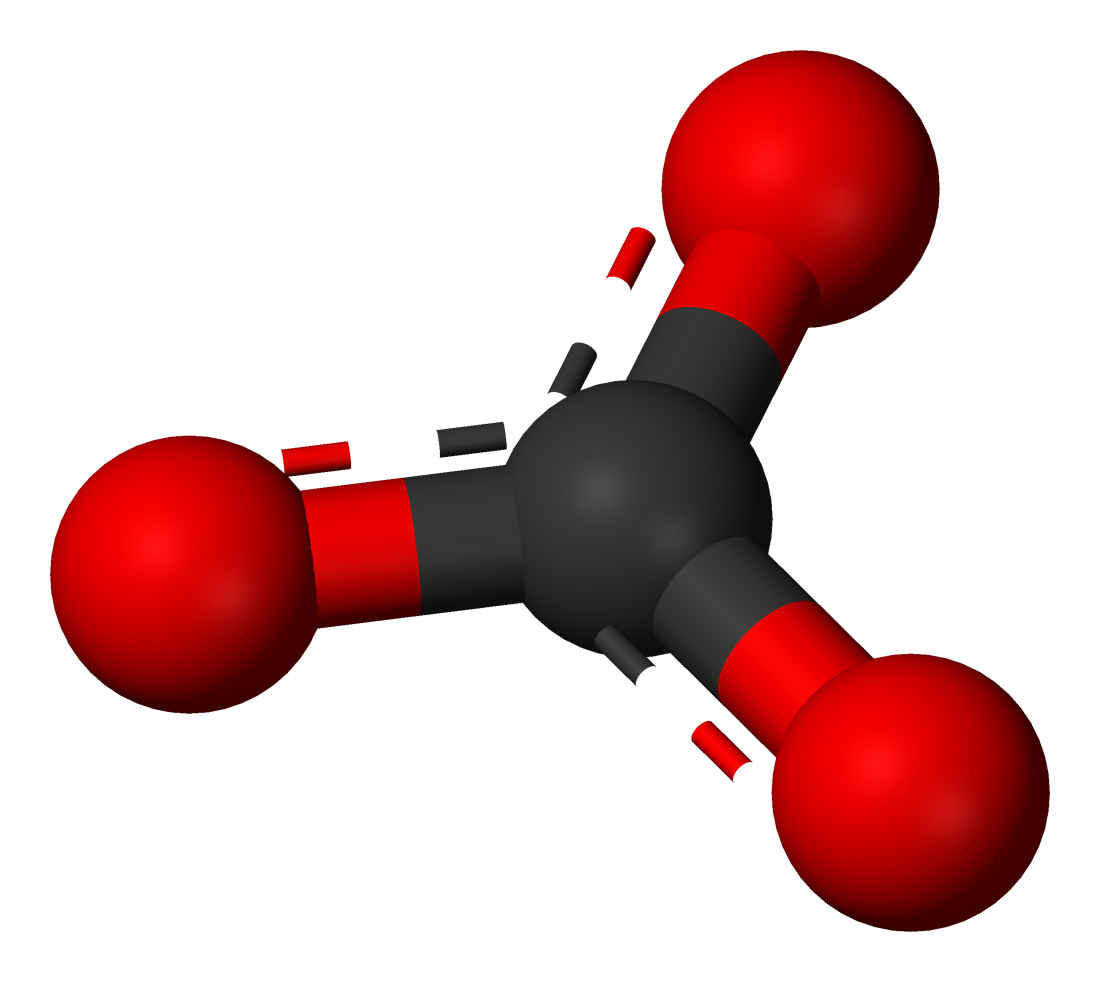
Модель карбонат-иона

Карбона́ты — соли угольной кислоты (H2CO3), также (в органической химии) сложные эфиры угольной кислоты. Неорганические карбонаты подразделяются на средние, или просто карбонаты, содержащие анион СО32−, и кислые (гидрокарбонаты или бикарбонаты), содержащие анион НСО3−. Органические карбонаты имеют общую формулу R−O−С(O)−O−R, могут иметь ациклическое и циклическое строение.

## Свойства
Почти все неорганические карбонаты — бесцветные вещества. За исключением карбонатов щелочных металлов, они неустойчивы к нагреванию — разлагаются ещё до плавления. Карбонаты двухвалентных ртути и меди, а также многих трёхвалентных металлов не существуют при нормальных условиях.

### Растворимость
Из средних карбонатов в воде растворимы только соли щелочных металлов, аммония и одновалентного таллия. Хуже всего растворимы карбонаты кальция, бария, стронция и свинца.
Большинство гидрокарбонатов, наоборот, хорошо растворимы в воде.
Как правило, карбонаты не образуют кристаллогидратов (исключение — карбонаты натрия и некоторых редких элементов).
Поскольку угольная кислота относится к слабым кислотам, растворы её солей вследствие гидролиза имеют щелочную реакцию, более сильную у карбонатов и более слабую у гидрокарбонатов.

### Химические свойства
При нагревании гидрокарбонаты переходят в карбонаты:
{\displaystyle {\ce {2NaHCO3->[100^{\circ }{\text{C}}]Na2CO3{}+H2O{}+CO2}}}
При сильном нагревании (чем активнее металл, тем выше требуемая температура) все карбонаты разлагаются на оксиды и углекислый газ:
{\displaystyle {\ce {Na2CO3->[1000^{\circ }{\text{C}}]Na2O{}+CO2}}}
{\displaystyle {\ce {CaCO3->[800^{\circ }{\text{C}}]CaO{}+CO2}}}
Карбонаты реагируют с кислотами сильнее угольной (включая такие слабые, как уксусная) с выделением углекислого газа, эти реакции являются качественными реакциями на наличие карбонатов:
{\displaystyle {\ce {Na2CO3 + 2 HCl -> 2 NaCl + H2O + CO2 ^}}}
{\displaystyle {\ce {NaHCO3 + HCl -> NaCl + H2O + CO2 ^}}}
Под действием растворённого в воде углекислого газа нерастворимые карбонаты переходят в раствор, превращаясь в гидрокарбонаты (эти процессы протекают в природе и вызывают жёсткость воды):
{\displaystyle {\ce {CaCO3 + H2O + CO2 -> Ca(HCO3)2}}}
{\displaystyle {\ce {FeCO3 + H2O + CO2 -> Fe(HCO3)2}}}

## Получение
Некоторые малорастворимые в воде карбонаты могут быть получены при помощи реакций ионного обмена:
{\displaystyle {\ce {CaCl2 + Na2CO3 -> 2NaCl + CaCO3v}}}
Это возможно только для тех металлов, карбонаты которых растворяются в воде хуже, чем гидроксиды, а именно кальция, стронция, лантаноидов, одновалентного серебра, двухвалентных свинца, марганца и кадмия. Ионы других металлов дают основные соли или гидроксиды.

## Распространение в природе
Средние карбонаты широко распространены в природе, например: кальцит СаСО3, доломит CaMg(CO3)2, магнезит MgCO3, сидерит FeCO3, витерит ВаСО3, баритокальцит BaCa(CO3)2 и другие. Существуют и минералы, представляющие собой основные карбонаты, например, малахит CuCO3·Cu(ОН)2.
Гидрокарбонаты натрия, кальция и магния встречаются в растворённом виде в минеральных водах, а также, в небольшой концентрации, во всех природных водах, кроме атмосферных осадков и ледников. Гидрокарбонаты кальция и магния обуславливают так называемую временную жёсткость воды. При сильном нагревании воды (выше +60  °C) гидрокарбонаты кальция и магния разлагаются на углекислый газ и малорастворимые карбонаты, которые выпадают в осадок на нагревательных элементах, дне и стенках посуды, внутренних поверхностях баков, бойлеров, труб, запорной арматуры и так далее, образуя накипь.

## Органические карбонаты
Сложные эфиры угольной кислоты, имеющие общую формулу R−O−С(O)−O−R (не путать со сложными эфирами карбоновых кислот). Средние ациклические карбонаты — бесцветные жидкости с эфирным запахом; не растворимы или труднорастворимы в воде, этаноле, диэтиламине, аммиаке, растворяются в эфире, ацетоне, бутиламине, бензиламине; образуют азеотропные смеси с водой, спиртами, тетрахлорметаном, этиленхлоргидрином, гексаном, циклогексаном. Циклические — жидкие или легкоплавкие твёрдые вещества; растворяются в воде, смешиваются с ароматическими углеводородами, спиртами, карбоновыми кислотами, ацетоном, хлороформом; не растворимы в алифатических углеводородах, сероводороде; образуют азеотропные смеси с гликолями. 
По химическим свойствам — типичные сложные эфиры. С аммиаком образуют уретаны R−O−С(O)−NH2. 
В промышленности основной метод получения — взаимодействие оксиранов с углекислым газом при нагревании и повышенном давлении (50—100 атм). Также могут быть получены реакцией фосгена со спиртами, гликолями или фенолами, окислительным карбонилированием спиртов и фенолов в присутствии соединений меди и палладия (широко применяется для получения диметилкарбоната), а также из алкенов при их взаимодействии с диоксидом углерода и кислородом в присутствии галогенидов меди. 

## Применение
Карбонаты кальция, магния, бария и другие применяют в строительном деле, в химической промышленности, оптике и др. В технике, промышленности и быту широко применяется сода (Na2CO3 и NaHCO3): при производстве стекла, мыла, бумаги, как моющее средство, при заправке огнетушителей, в кондитерском деле. Кислые карбонаты выполняют важную физиологическую роль, являясь составной частью буферных систем крови, поддерживающих постоянство её рН.
Природные карбонаты свинца, цинка, марганца — ценные руды, из которых получают металлы.

## Примеры

### Неорганические карбонаты
- Гидрокарбонат магния-калия
- Гидрокарбонат никеля(II)
- Гидрокарбонат тринатрия
- Карбонат калия-натрия
- Карбонат кальция-калия
- Карбонат магния-кальция
- Пероксогидрокарбонат калия
- Пероксодикарбонат калия
- Тиокарбонат калия

## Карбонат и карбонад
Встречается ошибочное употребление слова «карбонат» в значении «карбонад», то есть подразумевая мясное блюдо, представляющее собой запечённый или зажаренный кусок свинины. Такую ошибку, например, допускает лирический герой песни В. С. Высоцкого: «Любим мы кабанье мясо в карбонате».